# Ego-Shooter
Ego-Shooter ([ˈeːɡoʃuːtɐ] ⓘ; von lateinisch ego „ich“ sowie englisch shooter „jemand, der schießt“; englisch first-person shooter, abgekürzt FPS) sind eine Kategorie der Computerspiele, bei welcher der Spieler aus der Egoperspektive in einer frei begehbaren, dreidimensionalen Spielwelt agiert und mit Schusswaffen andere Spieler oder computergesteuerte Gegner bekämpft. Die vom Spieler gelenkte Spielfigur ist menschlich oder menschenähnlich. Ego-Shooter ist eine Wortschöpfung aus dem deutschen Sprachraum, im englischsprachigen Raum spricht man vom first-person shooter.

## Typische Merkmale
Die Spielwelt wird durch die Augen der Spielfigur wahrgenommen, eine Ausnahme stellen oft Zwischensequenzen dar, welche die Rahmenhandlung erzählen, aber nicht Teil der Interaktion sind.

### Blickfeld

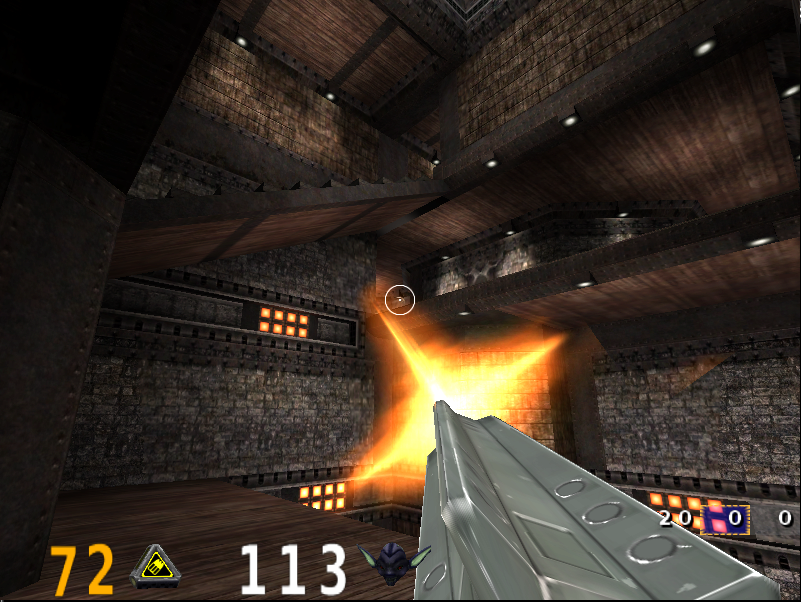
Blickfeld im Ego-Shooter (OpenArena): rechts die Waffe, links davon Anzeige der Lebensenergie und Munition, Fadenkreuz in der Bildmitte

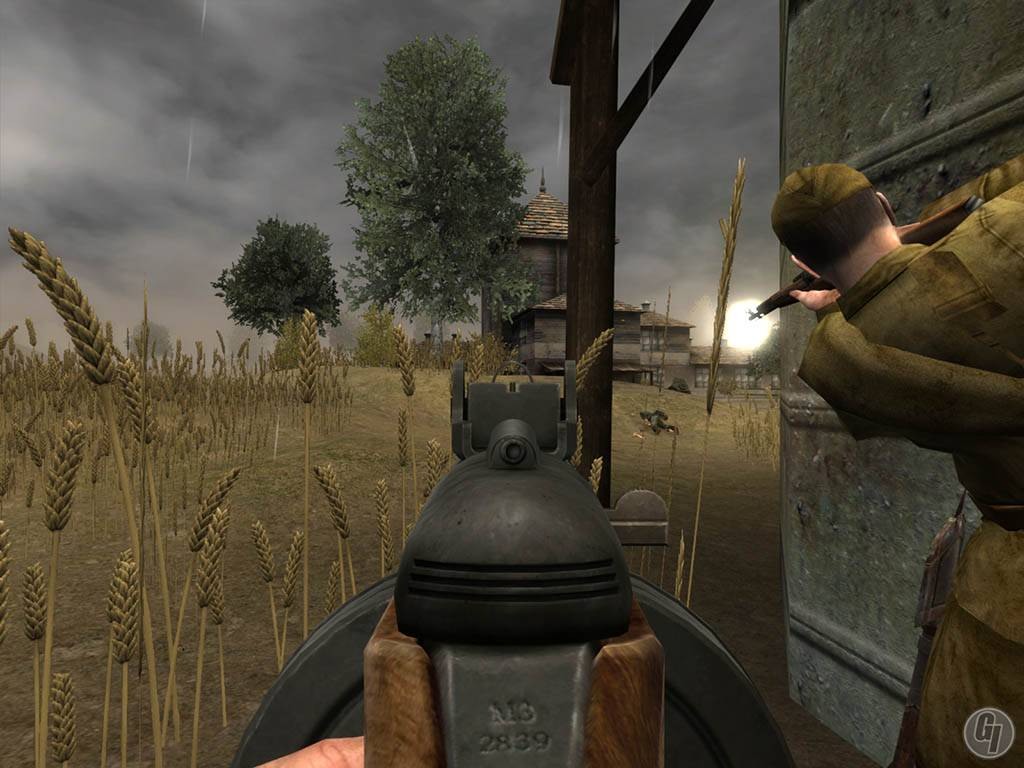
Zielen mit Kimme und Korn in Red Orchestra

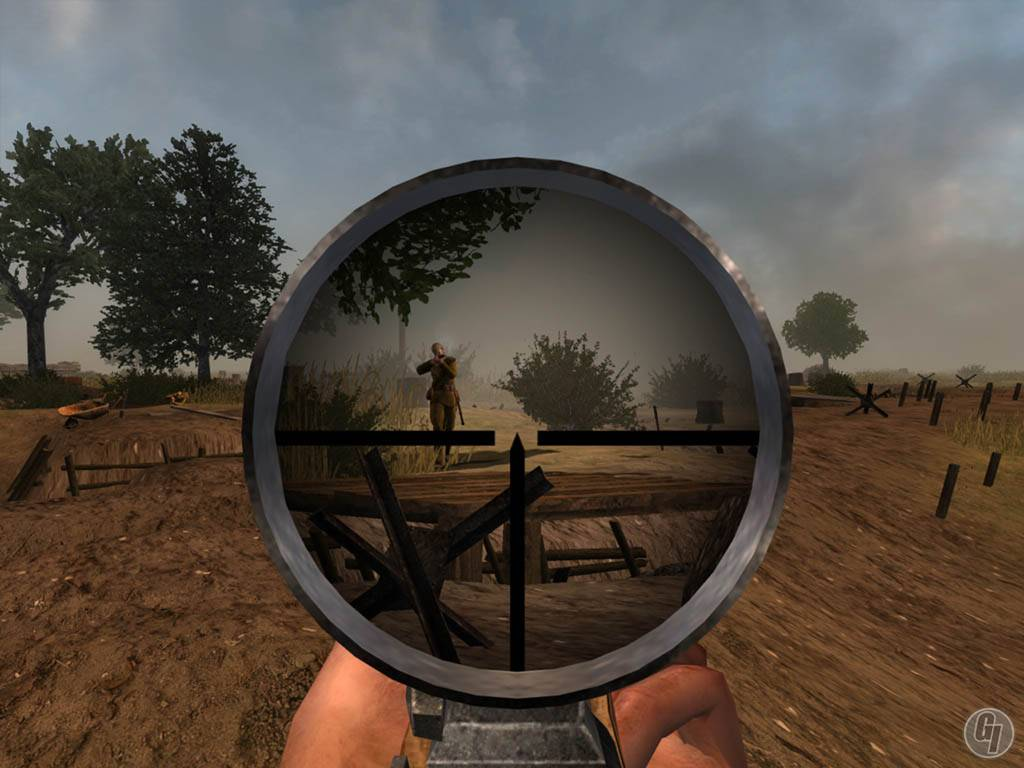
Blick durch ein Zielfernrohr in Red Orchestra

Auf dem PC beträgt der Sichtfeld-Winkel bei Ego-Shootern standardmäßig 90°, auf Spielkonsolen 65°. Der Spieler verfügt an den Rändern des Blickfelds über eine Statusanzeige (HUD), welche ihm grundlegende Informationen zur Verfügung stellt, zum Beispiel den aktuellen Zustand der Lebensenergie, der Rüstung oder den Munitionsvorrat.
In der Regel verfügt die Spielfigur über Lebenspunkte, welche durch gegnerische Treffer, Stürze oder andere Umwelteinflüsse verringert werden und durch entsprechende Heilungs-Gegenstände (Medi-Kits) wieder regeneriert werden können. Der Verlust aller Lebenspunkte bedeutet den Tod des Spielercharakters. Eine automatische Regeneration der Lebensenergie kann ebenfalls stattfinden (z. B. Call of Duty oder Crysis). Darüber hinaus kommen auch komplexere Schadensmodelle zur Anwendung, welche verschiedene Aspekte des Gesundheitszustandes (z. B. Ausdauer, Vergiftungen, Hunger, Müdigkeit, Blutverlust) berücksichtigen und durch weitere Symbole oder Balken dargestellt werden.
Während in den frühen Ego-Shootern die Waffe in der Mitte auf der unteren Seite des Blickfelds dargestellt wurde (siehe Doom oder Wolfenstein 3D), wurde es später üblich, dass die Waffe von rechts seitlich ins Sichtfeld hineinragt, um eine naturgetreue Ansicht zu simulieren. Häufig ist es inzwischen auch möglich, die Position der Waffe zu verändern, um so den Eindruck eines linkshändigen Protagonisten zu erwecken.
Ein weiterer üblicher Bestandteil ist das Fadenkreuz; es befindet sich fest in der Mitte des Bildschirms und wird dazu genutzt, das Ziel anzuvisieren. Einige Spiele wie Battlefield 4 simulieren dabei unterschiedliche Grade der Zielgenauigkeit durch ein sich dynamisch veränderndes Fadenkreuz. In manchen Ego-Shootern, bei denen neben dem Kampf auch Interaktion mit der Umgebung und mit verbündeten Charakteren wesentlicher Bestandteil des Spielgeschehens ist, kann sich das Fadenkreuz bei entsprechender Gelegenheit in ein interaktives Element wie beispielsweise einen Mauszeiger verwandeln (z. B. in Doom 3). Aktuelle Spiele dieses Genres bieten die Möglichkeit, die genutzte Schusswaffe in Anschlag zu bringen. Dabei wechselt die Darstellung der Waffe, so dass der Spieler jetzt über den Lauf der Waffe und über eventuelle Zielhilfen („Kimme und Korn“, Zielfernrohr) blickt, wobei je nach Zielhilfe der Bildausschnitt noch herangezoomt wird. Das Zielkreuz wird dabei durch die Nachbildung der Visiereinrichtung ersetzt. Neben der für den Spieler besseren Sichtbarkeit des Ziels steigt im Anschlag auch die innerhalb der Spielmechanik vorgegebene Präzision der Waffe.

### Bewegung und Steuerung
Bis etwa 1996 wurden Ego-Shooter vorrangig mit Pfeiltasten der Tastatur oder Joysticks gesteuert. Damit war es möglich, Vorwärts- und Rückwärtsbewegungen und Drehungen nach links und rechts durchzuführen. Anfang der 1990er kam das seitliche Ausweichen (Strafe) hinzu. Als 1996 das Pseudo-3D-Spiel Duke Nukem 3D und das „echte“ 3D-Spiel Quake auf den Markt kamen, musste der Spieler zusätzlich nach oben und unten zielen können. Dies war am ehesten mit der Maus möglich. Außerdem kamen mit der Zeit weitere Bewegungsmöglichkeiten und Zusatzfunktionen hinzu, die auf verschiedene Tasten der Tastatur gelegt wurden (z. B. Ducken, Springen, besondere Gegenstände aktivieren, Waffen auswählen oder ablegen). Da um die Pfeiltasten nicht genügend Tasten in Reichweite waren, verlegte man das Steuerkreuz auf die Tasten WASD. Bei modernen Shootern ist die Tastenbelegung über ein Menü frei konfigurierbar.
Die Maus übernimmt gleichzeitig mehrere Funktionen: mit ihr wird die Blickrichtung (gleichzeitig Zielrichtung) gelenkt und die Körperachse der Spielfigur gedreht sowie über die Maustasten die Waffe abgefeuert. Auf diese Weise kann der Spieler komplexe Bewegungsabläufe mit hoher Agilität ausführen.

### Waffen

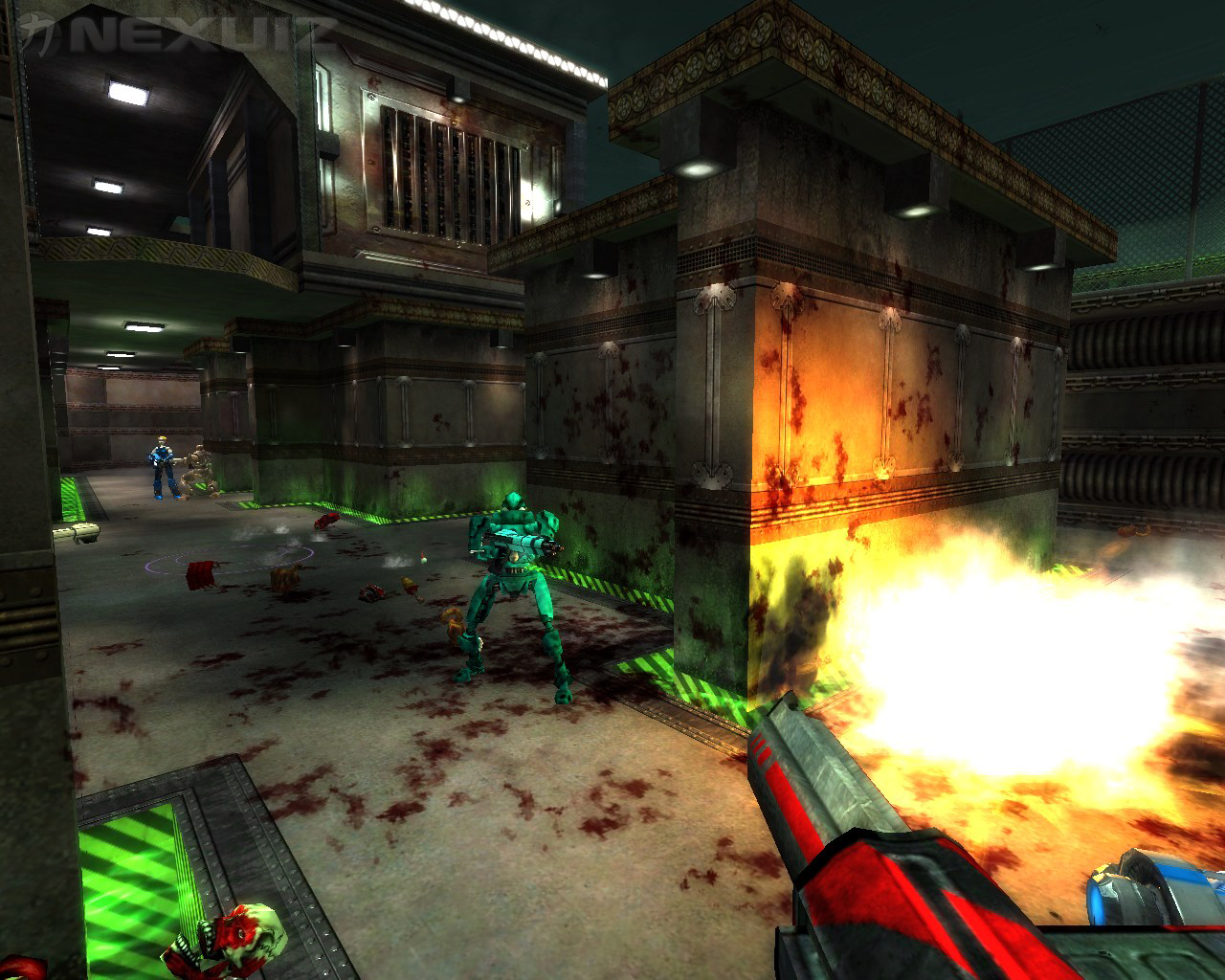
Spielszene aus dem Ego-Shooter Nexuiz

Die Benutzung von Waffen stellt ein zentrales Spielelement dar. Dementsprechend besteht immer die Notwendigkeit, die eigenen Waffen zu verbessern oder bessere Waffen zu erhalten, da die Gegner im Verlauf des Spiels üblicherweise zahlreicher oder mächtiger werden. Typischerweise steht dem Spielercharakter anfangs nur eine einfache Waffe, wie z. B. eine Pistole mit begrenztem Munitionsvorrat und als Reserve bzw. für den Nahkampf eine Blankwaffe zur Verfügung. In Wolfenstein 3D war dies beispielsweise ein Messer, in Doom ein Schlagring und zusätzlich eine Motorsäge, in Quake eine Axt und in Half-Life ein Brecheisen. Als eines der ersten Spiele brach Unreal diese Tradition. Die sogenannte „Dispersion Pistol“ war eine schwache Fernkampfwaffe mit unendlichem Munitionsvorrat, welche die sonst übliche Pistole und Nahkampfwaffe ersetzte. Die Besonderheit bestand in der Möglichkeit, die Waffe durch Upgrades auch im späteren Spielverlauf an die gestiegenen Anforderungen anzupassen. Dieses Spielprinzip wurde inzwischen häufig umgesetzt. Auch eine Abnutzung und damit eine Möglichkeit des Versagens oder sogar des Verlustes der Waffe findet sich bei einigen Vertretern diese Spielgenres.
Die klassischen Waffen sind Maschinenpistolen oder -gewehre (Kugeln treffen ohne Zeitverzögerung instant hit), Schnellfeuerwaffen mit fliegenden Projektilen (z. B. Plasmagewehre oder Nagelpistolen), und Schrotflinten bzw. Pumpguns, später folgen schließlich stärkere Waffen wie etwa Scharfschützengewehre und Raketenwerfer. In vielen Spielen stehen dem Spieler zudem Handgranaten oder Ähnliches zur Verfügung. In klassischen Ego-Shootern (wie z. B. der Quake- oder der Unreal-Serie) sind die Waffen derart gestaltet, dass sie sich durch die jeweilige Feuerrate, Streuung, Elastizität, Explosionswirkung oder Geschwindigkeit der Projektile und andere Eigenschaften erheblich voneinander unterscheiden ohne dabei die physikalische Waffenwirkung allzu realistisch wiederzugeben und somit je nach Kampfsituation eine andere Waffe am nützlichsten ist. Besonders im Mehrspielermodus kommt dieser Waffenbalance eine hohe Bedeutung zu, indem sich Vor- und Nachteile der Waffen aller Teammitglieder je nach Situation ausgleichen. Bei Ego-Shootern der neueren Generation wird häufig auf eine realistische Darstellung der Waffen sowie deren Wirkung hingearbeitet. Bedingt durch Vorgaben des Spielprogramms (Engine) oder aus Gründen der Spielbalance zeigen sich aber deutliche Abweichungen.
Während in Wolfenstein 3D sich noch alle Waffen einen einheitlichen Munitionstyp teilten, wurde es seit Doom (1993) Standard, dass für jede Waffe (oder zumindest jede Waffengruppe) eine eigene Munitionssorte benötigt wird und damit ein wirtschaftlicher Umgang mit diesen zu einem weiteren Aspekt der Spiele wurde. Gelegentlich stehen auch verschiedene Munitionssorten für die gleiche Waffe zur Verfügung. So ist beispielsweise die Munition für besonders starke Waffen oder besonders hochwertige Munition auch aus Gründen der Spielbalance oft beschränkt. Die Berücksichtigung der beschränkten Magazinkapazitäten bringt durch die unterschiedliche Nachladezeit und -Frequenz einen weiteren taktischen Aspekt ins Spiel. Üblicherweise trägt der Spielercharakter nur wenige Ausrüstungsgegenstände so bei sich, dass diese jederzeit eingesetzt werden können, ohne auf einen Inventarbildschirm wechseln zu müssen. Dazu werden diese Gegenstände im Inventar des Spielers auf bestimmten Plätzen abgelegt und können durch Tastendruck (z. B. Zifferntasten) aufgerufen werden. Insbesondere in Taktik-Shootern kann der Spieler zumeist nur eine begrenzte Auswahl an Waffen mit sich führen. Üblich sind hierbei eine Nahkampfwaffe (Blankwaffe), eine Primärwaffe (z. B. ein Gewehr) und eine Sekundärwaffe (z. B. eine Pistole). Bekannt wurde dieses Prinzip vor allem durch Spiele wie Tom Clancy’s Rainbow Six oder Counter-Strike.
Die Menge der Gegenstände, welche der Spielercharakter insgesamt im Inventar mit sich führen kann, sowie die möglichen Auswirkungen auf Bewegungsgeschwindigkeit, Ausdauer oder andere Parameter kann im Spiel äußerst unterschiedlich reglementiert sein.
Eine typische Problemstellung einiger Spiele besteht darin, den Spieler ganz oder teilweise seiner Ausrüstung zu berauben oder deren Verwendung auf andere Art erheblich einzuschränken.

## Spielmodi

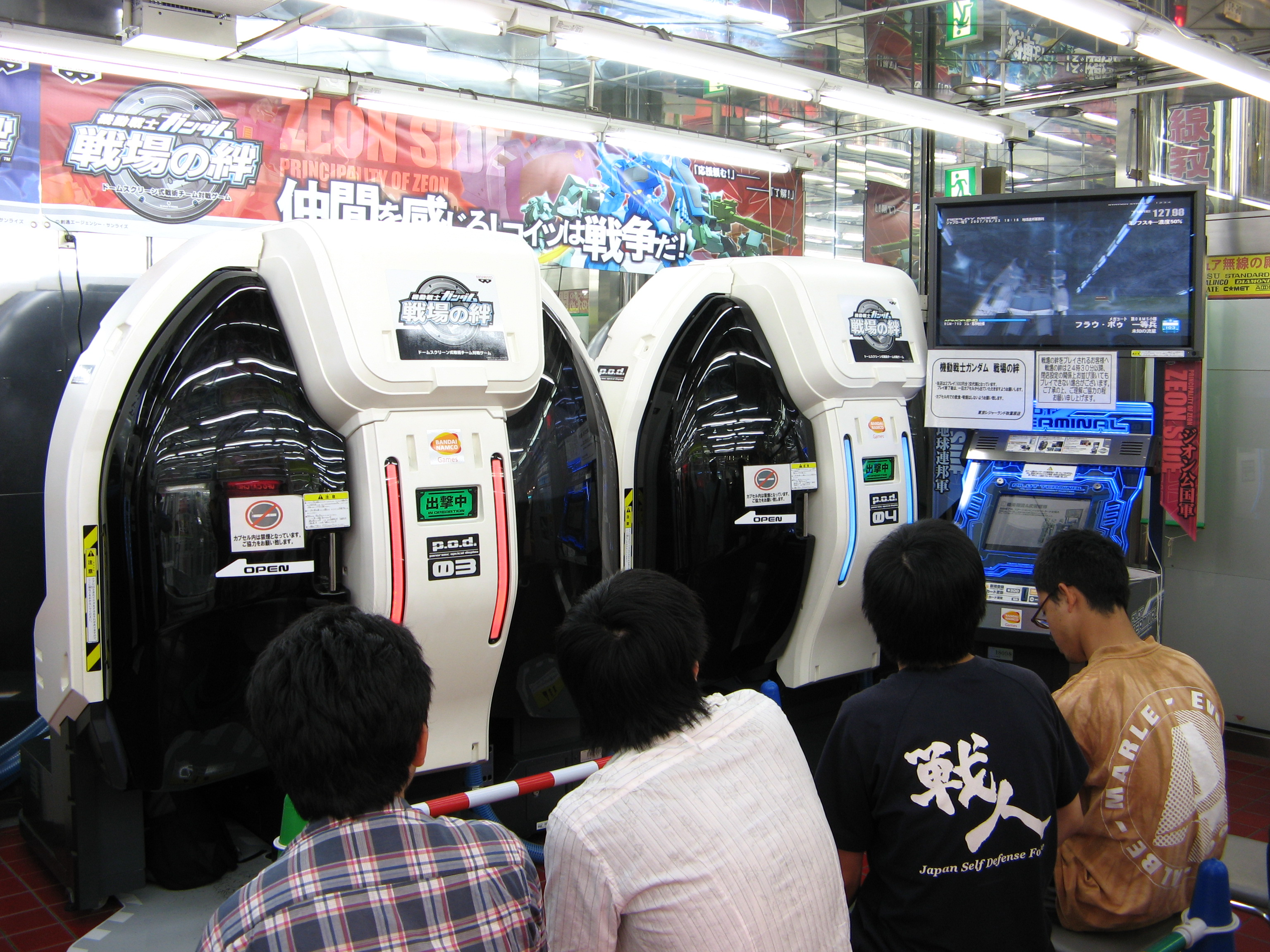
Japanische Spieler warten vor den Kabinen des Arcade-Ego-Shooters Kidō Senshi Gundam: Senjō no Kizuna.

Grundsätzlich sind die beiden Spielmodi Einzel- und Mehrspieler zu unterscheiden. Während der Einzelspieler-Modus den Spieler innerhalb eines narrativen Rahmens durch eine festgelegte Folge von Schauplätzen führt und durch die Handlungen des Spielers (Kampf, Erkundung der Umgebung und Lösung von umgebungsbasierten Rätselaufgaben) eine Art interaktive Geschichte entfaltet wird, handelt es sich bei den verschiedenen Varianten des Mehrspieler-Modus um ein virtuelles sportliches Spiel, bei dem sich mehrere Spieler über das Internet oder über ein Netzwerk zusammenfinden, um sich in Gruppenkämpfen, Zweikämpfen oder Mannschaftsspielen miteinander zu messen. Siehe dazu Spielmodus (Computerspiel).
Der ursprüngliche Spielmodus ist der Einzelspieler-Modus; seit Doom wurden für die meisten Ego-Shooter Mehrspieler-Modi entwickelt. Schließlich erschienen auch reine Mehrspieler-Ego-Shooter wie beispielsweise Quake III Arena oder Unreal Tournament.

## Sub-Genres
Über die Jahre hat sich das Genre der Ego-Shooter zunehmend ausdifferenziert, sodass Sub-Genres entstanden sind. Die sogenannten Taktik-Shooter wenden sich vom schnellen geschicklichkeitsbasierten Gameplay der klassischen Ego-Shooter ab und integrieren strategische Aspekte, bei denen die Kampfhandlungen sorgfältige Planung erfordern. Stealth-Shooter machen das heimliche und leise Vorgehen anstelle von offenem Kampf zum Spielprinzip. In die entgegengesetzte Richtung gehen sogenannte Arcade-Shooter, die in betont fantastischen Umgebungen Massenkämpfe gegen Horden von Monstern inszenieren, bei denen Reaktionsgeschwindigkeit wieder an erster Stelle steht (Beispiele: Serious Sam, Painkiller). In Helden-Shootern, die ähnlich wie MOBAs funktionieren, steuern die Spieler einen Heldencharakter, der über spezielle Fähigkeiten und Merkmale verfügt, und kämpfen gegen andere Heldencharaktere, meist in Teams, in denen sich die Helden durch ihre gegenseitigen Fähigkeiten unterstützten (Beispiel: Overwatch). In sogenannten Arena-Shootern spielen die Spieler in einem abgrenzten Bereich, der sich meist durch schnelle Bewegungen, weite Sprünge, Wandläufe bei den Spielern und den Gebrauch von Explosionswaffen auszeichnet (z. B. Quake). Manche Ego-Shooter lassen auch Rollenspiel-Aspekte mit einfließen, wie z. B. Deus Ex. Ebenfalls können Ego-Shooter zu den Genren Survival Horror (Beispiel: Left 4 Dead) oder Battle Royale (Beispiel: PlayerUnknown’s Battlegrounds oder Fortnite) gehören.
Obwohl man die Egoperspektive auch bei Flugsimulatoren, Rennspielen, Mech-Spielen und Spielen mit anderen Fahrzeugen findet, zählen sie nicht zum Genre der Ego-Shooter, da ihnen das für einen Ego-Shooter wesentliche Merkmal, die menschliche oder menschenähnliche Gestalt der Spielfigur, fehlt. Auch Adventures und Rollenspiele werden teilweise in Egoperspektive gespielt, sind aber keine Ego-Shooter, solange nicht der Kampf mit Schusswaffen den Hauptanteil des Spielgeschehens ausmacht.
Außerdem gibt es Third-Person-Shooter, die sich oft so ähnlich wie Ego-Shooter spielen, aber die Spielfigur aus der Verfolgerperspektive zeigen.

## Geschichte

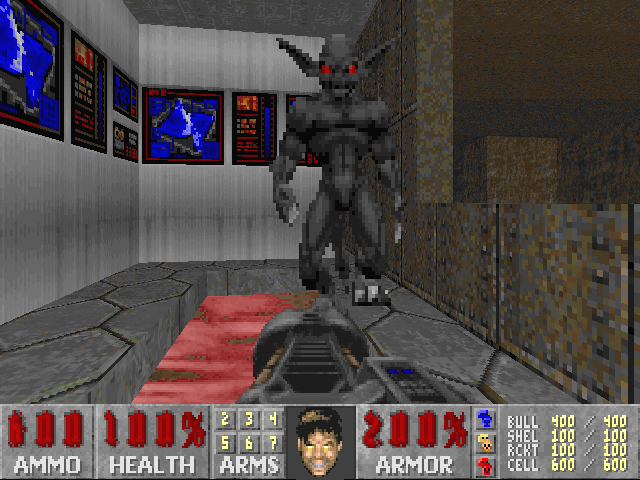
FreeDoom

Die ersten Spiele, die das grundlegende Spielprinzip von Ego-Shootern umsetzten, wurden 1973 mit Maze War und Spasim entwickelt, wobei selbst die Entwickler nicht mehr wissen, welches zuerst erschien.
Mit Battlezone von Atari erschien 1980 das erste Arcade-Spiel mit einer 3D-Zentralperspektive. Hierbei steuerte man einen Panzer und musste andere Panzer auf dem virtuellen Schlachtfeld abschießen, die gesamte Landschaft wurde als Drahtgittermodell dargestellt. 1982 erschien mit Stellar 7 auf dem Apple II ein Klon für Heimcomputer. Da man bei beiden Spielen allerdings Panzer steuert, handelt es sich eher indirekt um frühe First-Person-Shooter. Es folgten etliche Spiele zuerst im Drahtgittermodell, dann mit aus einfarbig gefüllten Flächen zusammengesetzten Objekten, bei denen man allerdings immer nur Fahrzeuge steuerte. Texturen wurden erst im Laufe der Entwicklung der First-Person-Shooter eingeführt. Die grundlegende Technik hat auch mit heutiger 3D-Grafik viel Ähnlichkeit, während die ersten als First-Person-Shooter bekannt gewordenen Spiele technisch eher auf die damaligen Rennspiele zurückgehen.
Auch das 1984 von Lucasfilm Games (heute LucasArts) für Atari 8-bit und Commodore 64 produzierte The Eidolon zeigt Elemente, wie man sie von heutigen Ego-Shootern kennt.
1987 erschien mit MIDI Maze für den Atari ST nicht nur der erste vollwertige Ego-Shooter, sondern auch das erste Mehrspieler-Spiel das über vernetzte Computer – allerdings mittels MIDI-Schnittstelle – gespielt wurde. Zudem verzichtete das Spiel auf jegliche Gewaltdarstellung, deren Übertreibung im Genre jedoch später eine wichtige Rolle spielte. Es gab dadurch auch eine erste Form von Quasi-LAN-Partys, allerdings ungleich seltener als z. B. 1995, da es zu der Zeit sehr viel weniger Computernutzer gab.
In der Form, wie es heute bekannt ist, wurde das Genre durch id Software mit dem Titel Catacomb 3-D vorbereitet. Dieser erschien 1991 und beinhaltete viele wesentliche Elemente, die auch in den folgenden Spielen dieser Art zu finden waren. Bekannt wurden Ego-Shooter aber erst durch Wolfenstein 3D (1992) und vor allem durch Doom (1993), die beide ebenfalls von id Software entwickelt wurden. Da in Wolfenstein 3D der Spieler in der Rolle eines US-amerikanischen Agenten gegen Nazis kämpft, verwendet das Spiel zahlreiche NS-Symbole in der Gestaltung der Spielumgebung, weshalb es in Deutschland 1994 wegen der Verwendung von Kennzeichen verfassungswidriger Organisationen bundesweit beschlagnahmt wurde. Doom wurde wegen seiner Gewaltdarstellungen von der Bundesprüfstelle für jugendgefährdende Medien indiziert.
Doom verschaffte dem Genre den Durchbruch und brachte id Software (und im Speziellen John Carmack und John Romero) einen legendären Ruf ein. Viele Grundelemente des Ego-Shooter-Gameplays, die bis heute Standard sind, wurden durch Doom eingeführt, so beispielsweise eigene Munitionstypen für jede Waffe (in Wolfenstein gab es noch Einheitsmunition). Seit dieser Zeit ist die Geschichte des Unternehmens id Software stark mit der Geschichte der Ego-Shooter verbunden. Anders als bisweilen behauptet, wurde keines von id Softwares Spielen von dem Rollenspiel Ultima Underworld: The Stygian Abyss beeinflusst.
Ab diesem Zeitpunkt kam eine Vielzahl von Ego-Shootern auf den Markt. 1994 erschienen Rise of the Triad, das ursprünglich als Nachfolger von Wolfenstein 3D geplant war, und 1996 Duke Nukem 3D von 3D Realms. Anders als bei den vorhergehenden Ego-Shootern, bei dem ein meist namenloser Spielercharakter durch den Spieler selbst ausgefüllt wurde, um eine größere Immersion zu erreichen, trat Duke Nukem erstmals als eigenständiger Charakter auf, indem er sich während des Spielverlaufs durch gesprochene, ironische Kommentare bemerkbar machte.
Im selben Jahr, also 1996, erschien außerdem Quake von id Software und führte das Genre auf die nächste Ebene: Erstmals wurde nicht nur die Level-Architektur, sondern auch alle Spielfiguren, Gegenstände und Waffen dreidimensional dargestellt (eines der ersten Spiele, welche die Floating Point Unit des Prozessors ausnutzte, später mit OpenGL-Schnittstellen-Unterstützung, glQuake). Dies war nicht nur optisch ansprechender, sondern eröffnete auch spielerisch eine neue Dimension. Die Quake-Engine erlaubte erstmals eine wirklich komplexe Architektur: Während in den vorhergehenden Engines nur senkrechte Wände möglich waren und sich zwei Räume nicht übereinander, sondern nur nebeneinander befinden konnten, konnten nun auch schräge Flächen und beliebig übereinandergeschachtelte Raumkonstruktionen realisiert werden.
In weiterer Folge basierten in den nächsten Jahren etwa 30 % aller Ego-Shooter auf Quake-Technologie oder lassen sich auf diese zurückführen. Quake war zudem eines der ersten Spiele, das bereits im Auslieferungszustand eine umfassende Mehrspielerfunktionalität aufwies, die Unterstützung des Internetprotokolls (IP) war damals eher selten anzutreffen, vorrangig wurden von den Spielen langsame Modem-zu-Modem-, serielle Laplink- oder bestenfalls IPX/SPX-Verbindungen unterstützt. Durch IP wurde die Tür zum Internet erstmals einen Spalt weit aufgestoßen. Dank des modularen Aufbaus der Engine (3D-Modelle, Sounddaten, Skripte/Tastaturbelegungen) konnte der Spieler erstmals auch ohne umfangreiche Programmierkenntnisse sein Spiel leicht verändern – zwar waren Modifikationen schon in Zeiten des ersten Doom-Teils bekannt und auch üblich, aber mit dem simplen Aufbau der Quake-Engine gab es hier einen ersten großen Boom von neuen Modifikationen, die seitdem auch in sehr vielen anderen Ego-Shootern als Spielmodi übernommen wurden, wie beispielsweise Capture the Flag, Rocket Arena oder das klassenbasierte Team Fortress.
Während bisher meistens ausgesprochen düstere Horror- und Science-Fiction-Szenarien als Hintergrund benutzt wurden, begeisterte 1998 Unreal viele Spieler durch ein oft märchenhaft-schönes Setting und ein Leveldesign, das graphisch als auch von der Monumentalität und Größe der Landschaften und Architekturen her neue Maßstäbe setzte. Ebenfalls 1998 erschien Half-Life, das durch das gekonnte Einbinden von handelnden Charakteren in Skriptsequenzen die Entfaltung der Handlung im Spiel auf ein neues Niveau brachte. Diese Entwicklung hat sich fortgesetzt, und so findet man in vielen späteren Spielen wie Doom 3 oder Far Cry eine Atmosphäre, die der eines Kinofilms nahekommt. Auch die Modding-Szene gewann durch Half-Life einen weiteren großen Aufschwung. Gleichzeitig gewannen die Mehrspielerfunktionen weiter an Bedeutung, was auch durch einen benutzerfreundlichen „Ingame-Serverbrowser“ gefördert wurde.
In der zweiten Hälfte der 1990er begannen sich langsam weitere Unterklassen von Ego-Shootern herauszubilden. So unterscheidet man nun speziell zwischen Taktik-Shootern, reinen Mehrspieler-Shootern, Action-Adventures und noch vielen weiteren Untergruppen. Außerdem gibt es inzwischen eine Vielzahl an Szenarien, in denen die Spiele angesiedelt sind und die oft Anregungen aus der Literatur und dem Film verarbeiten. Von Fantasy, über Science Fiction bis hin zur Zeit der Weltkriege ist alles vertreten.
Der finanzielle Erfolg der Ego-Shooter brachte viele Spielehersteller dazu, sich in diesem Genre zu versuchen. Dafür konnten auch Grafik-Engines von erfolgreichen Spielefirmen wie z. B. id Software oder Epic Games lizenziert werden. Da nun Ego-Shooter allmählich in einer breiteren Öffentlichkeit bekannt wurden, wurde auch die in diesem Genre oft thematisierte Gewalt zum Gegenstand von Kritik.
2004 hatte das Softwareunternehmen Crytek mit Far Cry als erster deutscher Entwickler auch internationalen Erfolg in dem Genre. Die Cry-Engine erlaubte es, sehr große Außenareale mit keinen oder nur kurzen Zwischenlade-Sequenzen darzustellen. Herausragend war in Far Cry die grafische Darstellung der Landschaft und Vegetation. Beim Leveldesign wurde bewusst auf nicht-lineare Elemente Wert gelegt, indem man dem Spieler in vielen Situationen unterschiedliche Wege zum nächsten Ziel bereitstellte.
Mit dem mitgelieferten Sandbox-Level-Editor konnte man Spielumgebungen recht einfach direkt in 3D erstellen. Bei anderen Editoren war es bisher nur möglich, mit Grund-, Auf- und Kreuzriss und einer kleinen 3D-Vorschau zu arbeiten – Far Crys Sandbox-Editor ist sozusagen der erste WYSIWYG-Editor für komplexe 3D-Engines.
Die Veröffentlichung von Half-Life 2 im November 2004 ist wegen des innovativen Umganges mit der neuen Physikengine erwähnenswert. Die vorwiegend auf Havok basierende Physikengine brachte die Interaktivität im Spiel auf eine neue Stufe und wurde sowohl im Kampf als auch in einigen Rätselaufgaben genutzt. Viele neue Spielmodi entstanden auf der Source-Engine, insbesondere die Modifikation Garry’s Mod stellt hier ein herausragendes Beispiel dar. In teamorientierter Spielweise besteht der Sinn des Spiels nicht mehr vorrangig darin, den Gegner mit Waffengewalt zu eliminieren, sondern vielmehr ihn in einem Geschicklichkeitswettkampf mit mehreren Disziplinen zu schlagen.

## Kritik

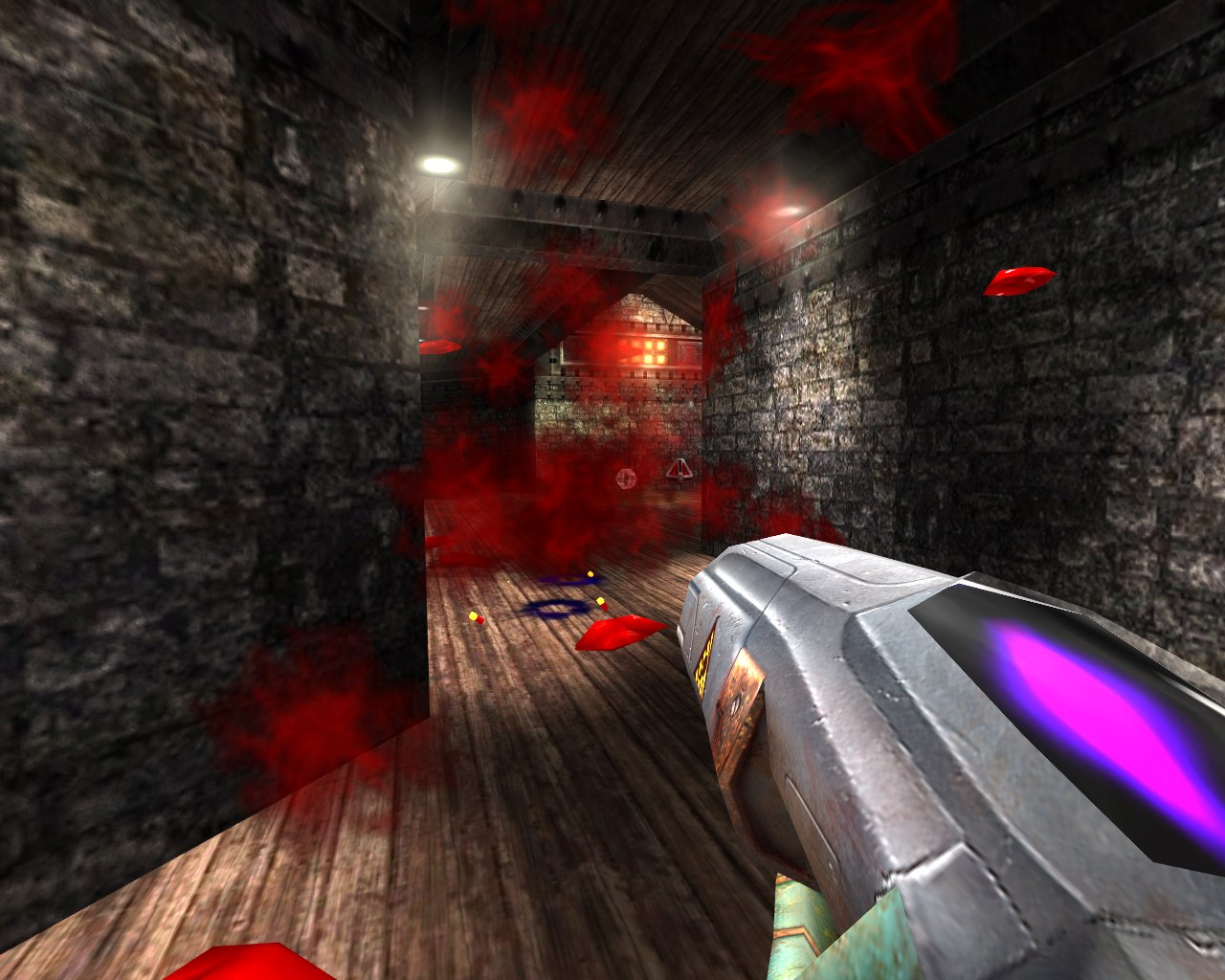
Oft diskutiert: Gewaltdarstellung in Ego-Shootern (im Bild OpenArena)

Der Zusammenhang zwischen virtueller Gewalt in Computerspielen und realer Gewalt ist wissenschaftlich umstritten. Das Spektrum der diskutierten Wirkung geht von keinerlei Auswirkung über Aggressionssteigerung/Verrohung bis zum Aggressionsabbau (Katharsiseffekt). In neueren zusammenfassenden Untersuchungen, etwa der Universität Bielefeld oder des kanadischen Psychologen Jonathan Freedman, wird darauf hingewiesen, dass kein direkter, ursächlicher Zusammenhang zwischen medialer Gewaltdarstellung (z. B. in Ego-Shootern oder sogenannten Splatterfilmen) und Gewalthandlung erkennbar sei. Eine Anzahl von Fachleuten sieht Gewaltdarstellungen mit einem Wirkungsrisiko verbunden, d. h. bei bestimmten Gruppen oder Individuen könnten diese in Verbindung mit anderen Faktoren (etwa soziales oder familiäres Umfeld; Prädisposition) zu erhöhter Gewaltbereitschaft oder aggressivem Verhalten führen; wobei die Rolle der medialen Gewalt hier relativ klein wirke. Viele Spieler selbst sehen keine Aggressionsförderung durch solche Spiele. Wie ein als schlecht empfundener Film kann aber auch ein als schlecht empfundenes Spiel Aggressionen auslösen und verstärken.
Dennoch werden Computerspiele und insbesondere Ego-Shooter oft als Ursachen für extreme Gewalttaten von Jugendlichen genannt. Als Gründe werden zum einen die explizite Gewaltdarstellung, zum anderen Gewalttaten wie der Amoklauf an der Columbine High School (1999), der Amoklauf am Gutenberg-Gymnasium in Erfurt (2002) oder der Amoklauf von Winnenden und Wendlingen (2009) genannt. In allen drei Fällen besaßen die Amokläufer Ego-Shooter. Dies wurde in einer kontroversen Diskussion wiederholt von einigen Parteien als ausschlaggebend für die Gewalttaten dargestellt.
Ein Verbot solcher „gewaltverherrlichender Spiele“ – Bayerns damaliger Innenminister Günther Beckstein prägte den Begriff „Killerspiele“ – wurde vor allem in den 2000er Jahren kontrovers diskutiert. In dieser Diskussion hatte sich Beckstein 2002 für ein absolutes Verleih- und Produktionsverbot gewaltverherrlichender Filme und Computerspiele ausgesprochen. Allerdings war zu diesem Zeitpunkt Gewaltverherrlichung schon lange ein Straftatbestand im deutschen Strafgesetzbuch (§ 131 StGB). Die danach beschlossenen, aktuellen Bestimmungen zum Jugendmedienschutz traten am 1. April 2003 in Kraft. In ihrem Koalitionsvertrag hatte die CDU/CSU/SPD-Koalition im November 2005 eine Gesetzesinitiative zum Verbot „Gewaltverherrlichender Kulturgüter“ angekündigt, jedoch danach nicht durchgeführt.

### Studien
Einige Studien unterstützen die Kritik an gewalthaltigen Computerspielen wie Ego-Shootern, meistens in Hinblick auf mögliche negative Auswirkungen für Kinder und Jugendliche. So argumentiert Manfred Spitzer in seinem Buch Vorsicht Bildschirm: „Computer- und Videospiele trainieren aktiv durch viele Wiederholungen via Identifikation mit einem Aggressor ganze Handlungssequenzen ohne Pause und mit Belohnung von Aggression und Gewalt. […] Wenn also junge Menschen gewalttätige Videospiele spielen, verändern sie ihre Wahrnehmung in Hinblick darauf, dass andere eher als Gegner und Feind betrachtet werden. Sie üben aggressive Gefühle, Gedanken und Verhaltensweisen.“
Viele der Studien stehen jedoch in der Kritik, da das Messen von Aggression unter Laborbedingungen einige Probleme mit sich bringt. So kann es ein Problem darstellen, dass zu ungleiche Spiele für die Versuche herangezogen werden – etwa wenn eine Gruppe Counter-Strike und eine Vergleichsgruppe Tetris spielt –, sodass man am Ende nicht abschließend sagen kann, ob nun Gewalt der tatsächlich entscheidende Faktor war. Die größten Probleme ergeben sich jedoch erst beim eigentlichen Experiment. Fast alle Forschungsergebnisse beruhen auf im Anschluss an das Spiel stattfindenden Tests, um etwaige gesteigerte Aggression zu messen. Der am häufigsten verwendete Test ist der sogenannte Competitive Reaction Time Task (CRTT), der allerdings in verschiedenen Versionen vorliegt, die das Ergebnis ebenfalls stark beeinflussen. Im Extremfall könnte also eine Version des CRTT das Ergebnis begünstigen, dass Gewalt in Computerspielen aggressiver mache, während eine andere zur Schlussfolgerung führt, dass das Spielen keinen Effekt habe oder sogar eher friedlich mache.
Ein eindeutiger Beleg für die These, dass Gewalt in Computer- und Videospielen zu Gewalt im realen Leben führe, ist bislang ausgeblieben. 2011 fasste der Oberste Gerichtshof der Vereinigten Staaten die im Fall Brown v. Entertainment Merchants Association vorgelegten Studien, die eine solche Wirkung belegen sollten, so zusammen, dass diese eben nicht belegten, dass Gewalt in Spielen aggressive Handlungen Minderjähriger hervorrufe. Zudem würden die Studien allein auf Korrelation basieren, was kein Beweis für Kausalität sei (siehe Cum hoc ergo propter hoc). Des Weiteren würden die meisten der Studien unter signifikanten methodischen Mängeln leiden.

## Bekannte Vertreter
Folgende Titel hatten in Bezug auf das Gameplay bzw. die Spielmechanik, die Technik oder die Spielkultur einen wesentlichen Einfluss auf die Entwicklung des Ego-Shooter-Genres:
- Wolfenstein 3D (1992)
- Doom (1993)
- Marathon (1994, Mac OS Classic)
- Quake (1996)
- Duke Nukem 3D (1996)
- GoldenEye 007 (1997, Nintendo 64)
- Unreal (1998)
- Spiele der Half-Life-Serie (ab 1998)
- Spiele der Medal-of-Honor-Reihe (ab 1999)
- System Shock 2 (1999)
- Unreal Tournament (1999)
- Counter-Strike (2000)
- Halo (2001)
- Spiele der Battlefield-Reihe (ab 2002)
- Spiele der Call-of-Duty-Reihe (ab 2003)
- Far Cry (2004)
- Crysis (2007)
- BioShock (2007)

## Filme
Im April 2014 auf den 10. Fright Nights in Wien feierte der deutsche Horrorfilm FPS - First Person Shooter des Regisseurs Andreas Tom Premiere. FPS ist der weltweit erste Film, der komplett aus der 1. Person erzählt wird und klassische Egoshooter nachahmt. Der Actionfilm Hardcore aus dem Jahr 2015 ist der Perspektive eines Ego-Shooters nachempfunden.
Der Film Gamer widmet sich einem futuristischen Ego-Shooter-Esport-Turnier, in welchen Strafgefangene als echte Menschen ferngesteuert werden.